# 中武馬車鉄道
中武馬車鉄道（ちゅうぶばしゃてつどう）は、埼玉県入間郡入間川町（のちの狭山市）と東京府西多摩郡青梅町（のちの東京都青梅市）を結んでいた馬車鉄道。
武蔵野鉄道（のちの西武鉄道池袋線）開通前、鉄道空白地帯と化していた入間郡南部と、そこを輸送拠点としていた青梅地区とを相互連絡するとともに、川越鉄道（のちの西武鉄道新宿線）と青梅鉄道（のちの青梅線）へそれぞれ連絡する鉄道系交通機関としての役割を果たした。

## 概要
川越鉄道の入間川駅（のちの西武鉄道新宿線狭山市駅）の西口から北側へ回り込むように走ったのち、入間川町の中心街を経て直進、国道16号線の旧道と埼玉県・東京都道63号（豊岡街道）を通って青梅町の中心部まで至っていた。終点は「青梅」と称したが、のちの青梅駅とは全く別の場所に設けられ、地名から「森下町」「森下」と俗称されることもあった。
車庫・機関庫にあたる厩舎は扇町屋・南峯に置かれていた。本社は入間郡豊岡町扇町屋に存在した。なお、当初は青梅停留所に青梅支社が設置されていたが、開業後間もなく廃止となっている。
なお、入間川町の市街地では同じ入間川駅前を起点とする入間馬車鉄道と線路を共用していた。また終点近くには青梅鉄道との平面交叉が存在した（後述）。

### 路線データ
- 営業区間：入間馬車鉄道停車場 - 入間川 - 師岡 - 青梅
- 路線距離（営業キロ）：11マイル37チェーン＝約18.34km
- 軌間：762mm（2フィート6インチ）
- 複線区間：全線単線
- 電化区間：なし（馬力）

路線距離については、営業時には全てマイル・チェーン表記であった。ここでは『青梅市史』のデータを元にし、1マイル＝約1.6km、1チェーン＝約0.02kmとして計算した。

## 歴史

### 背景
当鉄道の経路となった入間川 - 扇町屋 - 青梅は、江戸時代にはこの地域にとって極めて重要な交通経路であった。のちの入間市中心部の扇町屋宿が多摩地区と日光を結ぶ日光脇往還の宿場町であり、八王子千人同心が日光東照宮の警備に向かうため往来する場所であるとともに、多摩地区・入間郡南部地区、さらには甲信地方から江戸へ向かう物資を新河岸川経由で輸送するための中継地点の一つとして機能していたためである。
だが明治時代に入り、新しい交通機関である鉄道が登場すると、その状況が一変する。この地域にも鉄道は開業したが、1895年開業の川越鉄道は甲武鉄道（のちの中央本線）国分寺駅から川越町に至る南北方向縦向きの路線、1894年開業の青梅鉄道は甲武鉄道立川駅から青梅町に至る北西方向横向きの路線であった。このため、ちょうど扇町屋地区周辺を含むのちの入間市内や、青梅市の北東部がぽっかりと空白になるという状態になってしまったのである。
おりしも川越鉄道線が通過する入間川町では、地元の政治家・実業家である清水宗徳が、後に入間馬車鉄道となる入間川 - 飯能間の馬車鉄道の免許を取得していたこともあり、それに続く形で川越鉄道線と青梅鉄道線を結ぶ都市連絡線として、入間川駅と青梅中心部を結ぶ鉄道が計画されたのである。

### 開業
この計画の前身となったのが、1896年に出願された入間川-豊岡-金子間の鉄道である「金子鉄道」である。しかし却下されたため、馬車鉄道に変更した上、さらに路線を青梅まで延伸して出願し直したのである。
こうして1899年10月19日、入間川駅から入間川町中心部を経て、豊岡町・東金子村・金子村、府県境を越えて霞村を通り、青梅町の中心部に至る路線が計画され、「中武馬車鉄道」として特許出願が行われることになった。
この当時、鉄道路線空白地帯に馬車鉄道を連絡線として敷設することが全国で広く行われていたため、この計画もその一つとして1900年6月25日に特許が下ることになった。これを受けて同年7月31日に創立総会が開かれ、正式に会社組織として中武馬車鉄道が発足、初代社長に元豊岡町長の横田伊兵衛が選出された。
敷設工事は翌1901年1月25日から着工された。しかし特許状の命令書にある期限を几帳面に守ろうと、全線開通までに3ヶ月という強行軍で工事を行ったため、無理がたたって全線開通させるところまでには漕ぎ着けられず、同年6月12日に扇町屋 - 師岡間を部分開業させるにとどまった。
その後工事の進捗により、残った入間川 - 扇町屋間と師岡 - 青梅間も同年9月1日に無事開業し、ここに入間川 - 師岡 - 青梅間が一つながりの路線として開業するに至った。またこれにより、入間川町中心部で入間馬車鉄道と線路を共有するようになった。

### 経営不振
しかしこれで鉄道空白地帯ともおさらばと大きな期待を背に開業したものの、中武馬車鉄道の経営は当初から不振状態が続くことになった。
その理由として、この地域の地場産業である生糸産業や織物産業がこの時期にわかに不振となってしまったことがある。産業が停滞すれば貨物だけでなく人の移動も少なくなるわけであり、旅客・貨物ともに会社の予想を下回っていた。同じ状況に悩まされた入間馬車鉄道のように早々と貨物を廃止するところまで追い込まれなかったものの、赤字が延々と続いたのはこれによるところが大きい。また当線自体がかなりの巨体であるのにつり合わず、輸送力が貧弱であったことも要因であった。
さらに1904年に勃発した日露戦争が、当線に意外な打撃を与えることになった。軍馬が必要になったため、馬車鉄道にとっては生命線というべき馬が徴発され、運行回数が減少する事態になったのである。また徴発以外にも、軍による徴用検査がたびたび行われ、馬を検査のために提出せざるを得ず、営業妨害となっていたことが当時の営業報告書に記されている。またこの戦争により、軍人は全員無賃とされた。
この他にもこの軍馬需要の増加で、馬の餌代や馬具の値が異様に高騰し始めた。日露戦争開戦後は特にひどくなり、一時は馬の飼育費が人件費を上回るという異常事態にまで発展することになってしまった。
これに対し、会社は社有資産の売却や業務外注化で対処しようとした。まず、1902年1月31日に、当時2代目社長となっていた青梅町の岡崎武右衛門宅に置いていた青梅支社を廃止、会社資産から切り離した。同年8月20日には貨物輸送を入間川町の運送会社に外注化している。さらに1904年5月10日には、師岡にあった社有の建物数棟を売却した。
しかしこの時点で既に当馬車鉄道の赤字体質は慢性化しており、これらの策も焼け石に水の状態であった。

### 内燃化構想と部分廃止
ここに至り、会社が考えたのが動力の蒸気化・内燃化である。要は馬を飼育するために金がかかっているのだから、その馬をなくしてしまえばよい、という発想であった。
この発想に思い至った会社は、さっそく行動を開始する。1904年10月8日に岡崎社長と2代目の副社長・綿貫金造などが、当時蒸気化構想のあった豆相人車鉄道に視察を行い、内燃化を決定。臨時株主総会でも追認され、大阪の福岡鉄工所が造っていた石油発動車（小型船舶用の焼玉エンジンを搭載した蒸気機関車形の内燃機関車）を使用することとなった。
翌1905年5月25日、石油発動車の試運転が社線内で行われ、馬力と比べコストの上で極めて安上がりであることが確認された。これにより内燃化構想はすんなりと進むかと思われたが、詳細は不明ながら実現に至らず、内燃化は断念されるに至った。
そうしているうちに青梅鉄道が改軌を行うことになり、当馬車鉄道との平面交叉が障害となることが分かった。このため1907年7月、会社は師岡 - 青梅間を廃止したのである。

### 終焉
こうして内燃化に失敗し、末端区間の廃止まで行った当馬車鉄道は、大正に入ってからじりじりと追いつめられて行った。沿線地域の生糸産業・織物産業は大正初期の不況によって相変わらず不振状態で、乗客増も見込めず先の見えない赤字経営が延々と続けられた。
そんな折、当線にとどめを刺すできごとが起こる。1915年4月15日に、武蔵野鉄道が開通したのである。武蔵野鉄道は池袋 - 所沢 - 飯能間の鉄道であり、豊岡町の町内にも駅を開業させた。こうなっては入間川駅や青梅駅まで当馬車鉄道で2時間以上もかけて出て、そこからさらに乗り換えるというのは非効率の極みである。結果、馬車鉄道沿線の人々は直通で一気に東京へ出られる武蔵野鉄道の方を選んだのである。特に豊岡町は当馬車鉄道の心臓部というべき土地であったため、ひとたまりもなかった。
会社はそれでもその後2年間経営を続けたものの、収入は下がる一方の状態で、ついに年4000円を割り込む事態となった。これによりついに会社は路線の廃止と会社の解散を決意し、1917年9月22日をもって全線を廃止。17年間という短い生涯を終えたのであった。

### 年表
- 1900年（明治33年）6月25日 入間川 - 青梅間の馬車鉄道の敷設特許下付[1]
- 1900年（明治33年）7月31日 中武馬車鉄道設立手続完了
- 1901年（明治34年）6月12日 扇町屋 - 師岡間開業
- 1901年（明治34年）9月1日 入間馬車鉄道停車場 - 入間川 - 扇町屋間、師岡 - 青梅間開業
- 1902年（明治35年）1月31日 青梅支社廃止
- 1902年（明治35年）1月31日 貨物輸送を外注化
- 1904年（明治37年）5月10日 師岡の社有建物売却
- 1905年（明治38年）5月25日 社線内で内燃化試験
- 1907年（明治40年）7月 師岡 - 青梅間廃止
- 1915年（大正4年）4月15日 武蔵野鉄道開業。速達路線のために打撃を受ける
- 1917年（大正6年）9月22日 全線廃止、会社解散[1]

## 施設・運行

### 駅一覧

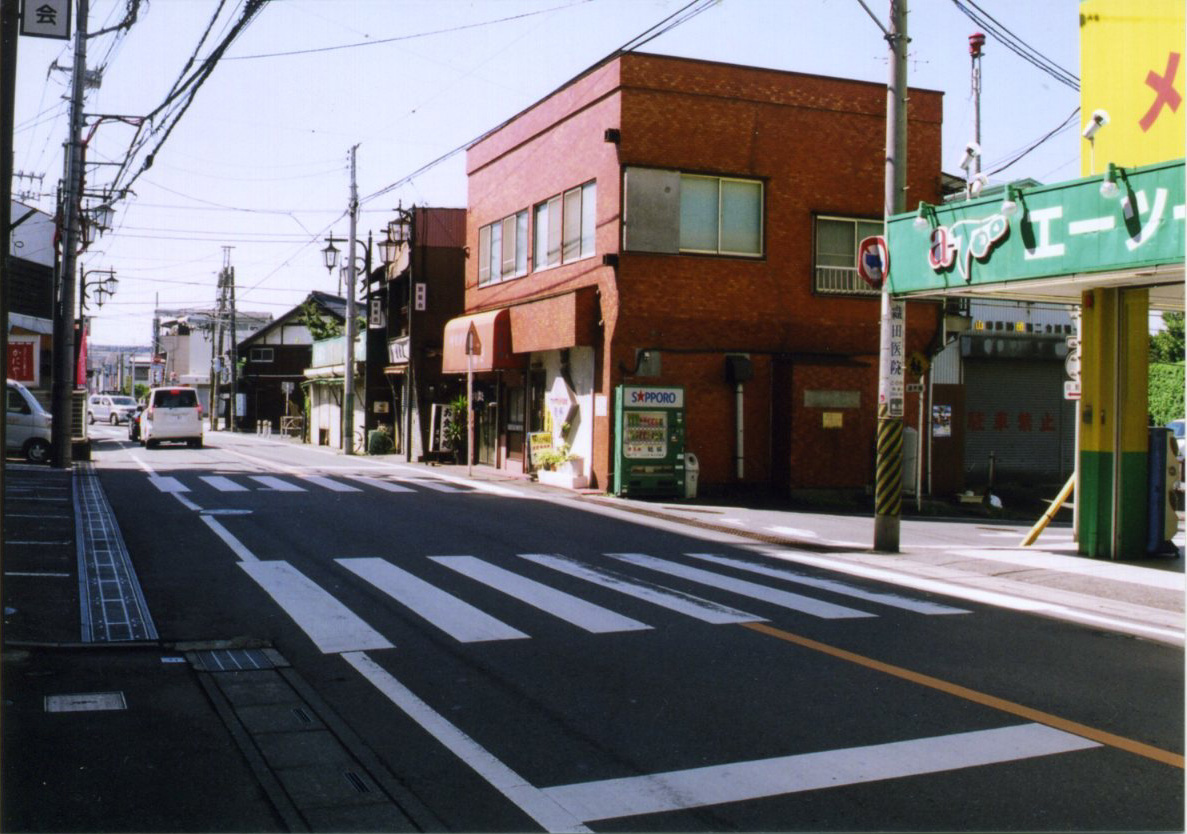
入間馬車鉄道と当馬車鉄道の分岐点。入間馬車鉄道は右折、当馬車鉄道は直進であった

入間馬車鉄道停車場 - 入間川 - 鵜ノ木 - 黒須 - 扇町屋 - 小谷田 - 根岸 - 三ツ木 - 南峯 - 金子橋 - 七日市場 - 大門 - 師岡 - 坂下 - 青梅
扇町屋 - 師岡間の停留所のうち金子橋は部分開業の当初は存在しなかったため、後からの開業と思われる。また当初三ツ木停留所の名称は「西三ツ木」であった。入間馬車鉄道停車場から鵜ノ木の手前までは入間馬車鉄道と共用であったが、停留所は起点以外共用されずそれぞれが別々に設けていた。
交換設備は入間川と坂下を除く全ての停留所に設けられており、必ず1回は交換が行われていた。

### 接続路線
- 入間馬車鉄道停車場：川越鉄道（入間川駅）

### 列車
1頭の馬により1両の客車を牽引する形式であった。列車運行の際は、必ず厩舎のある扇町屋と南峯で5分以上停車し、馬を付け替えることになっていた。
客車は定員12名で、同じ入間川駅を起点とする入間馬車鉄道に比べて若干小さめであった。大きさは長さ12尺（約3.6m）、幅4尺2寸（約1.3m）との記録が残っている。

### ダイヤ
両端で鉄道に接続していた路線であったが、ダイヤ編成の際には直接接続している川越鉄道の方が重視された。このため運行間隔は不均一で、1時間半以上開くことも少なくなかった。
1901年の部分開業時には1日6往復、1902年の時点では1日11往復（うち区間運転2往復）の運転であった。始発は下りの入間馬車鉄道停車場発が5時05分、上りの扇町屋発の区間列車が4時10分発に続き青梅発が4時50分、一方終発は下りの入間馬車鉄道停車場発青梅行が18時13分なのに続いて扇町屋行の区間列車が20時07分、上りの青梅発が17時10分と、早朝から運転し始めて夕方終了するダイヤとなっていた。特に扇町屋 - 青梅間は停留所によっては19時台で終了のところもあった。
所要時間は片道2時間20分から30分が平均で、列車によっては3時間に及ぶものもあった。

### 運賃
運賃については不明の点が多いが、1銭の切符が残されていることから、初乗りは1銭程度であったとみられている。全線の運賃は1901年には25銭であった。
運賃収受は乗車券方式で、後世の乗車券のように、小さな紙片を用いていた。どのように使用されたかは記録に残っていないが、パンチを入れる形式ではなく金額式の券が使用されていたことが分かっている。
運賃には現代同様大人・小人・幼児の区別が存在し、幼児は5歳未満で無賃、小人は5歳以上12歳未満で半額であった（端数処理は厘があるため行わない）。また定期券の発行もあったようで、学生用定期券には割引もある旨が時刻表に記されている。

### 平面交叉
1901年9月1日から1907年7月まで、当馬車鉄道は青梅鉄道と小作 - 青梅間（当時は東青梅駅・河辺駅は未開業）の勝沼第一踏切で平面交叉を行っていた。
交叉は青梅鉄道の線路に対して街道が斜めに走っていたため、いわゆるダイヤモンド・クロッシングの形となった。当初は特に何の安全対策も行われていなかったが、1903年以降は青梅鉄道との間で契約を結び、きちんとした保安設備を設けることになった。
それによると、棒状のハンドル可動式車止め装置を馬車鉄道側の線路に設けておき、その開閉と青梅鉄道側の信号とを連動させておく。そして踏切番を1名配置させておくのである。そして青梅鉄道の列車が踏切を通過する場合、次のように操作を行う。
1. 小作駅を列車が発車後、直ちに青梅駅にその旨連絡。青梅駅を経由して踏切番小屋にベルで列車の接近が通報される。逆の場合も同じ。
2. 踏切番がハンドルを操作し、車止めを下ろして馬車鉄道の線路を遮断、列車が進入出来ないようにする。
3. 車止めの操作に伴い、青梅鉄道側の信号が進行現示に変わり列車通過可能となる。
4. 車止め作動時、馬車鉄道側に対しては手信号で線路遮断を知らせる。
5. 列車通過後、ハンドルを操作して車止めを上げ、馬車鉄道の線路を開放。

なお、これらの保安装置一式にかかる費用や人員は当馬車鉄道と青梅鉄道とで分割負担されていたが、負担は線路を渡ることになる当馬車鉄道の方が多く、土地や保安装置の購入はすべて当馬車鉄道の負担であったほか、青梅鉄道に諸経費として年200円を支払っていた。

### 共用区間
入間川町中心部の入間馬車鉄道との線路共用区間は、先に開業した入間馬車鉄道に線路・設備の所有権があり、当馬車鉄道はそれを借り受けて運行していた。この借用金として年に300円を入間馬車鉄道側に支払っていたことが営業報告書に記録として残されている。
線路共用区間では、ダイヤの示し合わせがなかったことや遅延から、当馬車鉄道と入間馬車鉄道との列車同士のかち合いがたびたび発生した。この場合、線路を借りている立場の当馬車鉄道の方が車輛ごと線路の外に列車を待避させ、入間馬車鉄道の列車を優先的に通すのが日常の光景となっていた。

## 廃止後
- 廃止後は普通の馬車が同路線を走っていた。また、廃止後に車両やレールなどの施設は富士山麓の方に移転されたという[2][3]。
- 大門停留所のあった野上2丁目周辺は「大門停車場」の呼び名で通用するという[4]。
- 青梅停留所跡（都営バス青梅支所向かいの酒屋隣）には「此処に駅有りき」と書かれた小さな石碑が建てられている。これは酒屋の当主が2代目社長の岡崎武右衛門の子孫であることにちなんで自ら建てたものである。なおここでは青梅停留所は「森下駅」と俗称の方で呼ばれている。
- 現在では当路線跡の近隣で西武バス入市32-1系統、狭山27系統が運行されている。

## 記録類
当線については入間馬車鉄道ほどの記録はないものの、郷土史研究家による研究や郷土資料にいくつか見ることが出来る。
中田亙「中武馬車鉄道路線跡を訪ねて」
中田亙「中武馬車鉄道のあゆみ」
多摩信用金庫のメセナ団体である財団法人たましん地域文化財団の機関誌『多摩のあゆみ』に掲載された当馬車鉄道に関する研究。公文書や営業報告書など豊富な資料を用い、当馬車鉄道を詳細に追いかけている。
桜井万造他『万造じいさんの馬車鉄夜ばなし』
入間馬車鉄道の馭者であった桜井万造への聞き取り調査の際の録音テープを活字に起こした本。基本的に入間馬車鉄道の話であるが、一部に中武馬車鉄道の記述がある。